# 마카앤로니
《마카앤로니》는 CJ ENM과 브릭스튜디오(1,2기), ACOMMZ(3기)에서 만든 대한민국의 애니메이션으로, 2019년 2월 13일에 투니버스에서 맛보기로 《발명실의 마카앤로니》라는 제목으로 방영되었으며, 정식 방송으로는 KBS 2TV에서 2021년 3월 11일부터 7월 15일까지 종료이다, 2기는 2022년 9월 7일부터 12월 21일까지 종료이다, 3기는 KBS 1TV에서 2023년 10월 28일부터 2024년 2월 3일까지 종료이다가, 2024년 5월 25일부터 9월 7일까지 종료했다.

## 방송 일시
| 방송 채널 | 방송일                            | 방송 시간 |
| --------- | --------------------------------- | --------- |
| KBS 2TV   | 2021년 3월 30일 ~ 7월 15일        | 종료      |
| KBS 2TV   | 2022년 9월 7일 ~ 12월 21일        | 종료      |
| KBS 1TV   | 2023년 10월 28일 ~ 2024년 2월 3일 | 종료      |
| KBS 1TV   | 2024년 5월 25일 ~ 9월 7일         | 종료      |

## 등장인물
마카
- 종: 고양이
- 신장: 50cm
- 색: 주황색
- 성별: 여자
- 생일: 5월 11일
- 특징:말끝마다 ‘냐’가 붙는다

로니
- 종: 펭귄
- 신장: 30cm
- 색: 보라색
- 성별: 남자
- 생일: 5월 12일
- 특징:말끝마다 ‘꽉’이 붙는다

알버트 박사
- 종: 인간
- 신장: 180cm
- 색: 살색
- 성별: 남성
- 생일: 3월 13일

알바고(로봇)
- 종: 로봇
- 신장: 150cm
- 색: 빨간색
- 성별: 무성(로봇)
- 생일: 5월 18일

## 목소리 출연
- 김채하: 마카, 내레이션
- 이상호: 로니
- 엄상현: 알버트 박사

## OST
- 오프닝 / 엔딩 - 음악 / 삽입곡
- 둥사운드(1기) 양광섭, 서우영(YJ사운드)(1,2,3기) - 음악 연출

## 제작진
- 책임프로듀서: 손수희(3기) (1화 ~ 23화) 이태헌 (24화 ~ 26화)
- 김자현 (2기) (1화 ~ 16화) (1화 1부작 ~ 5화 15부작) → 박성주 (6화 16부작 ~ 18화 54부작) (1기)
- 프로듀서: 이순주 (1,2기) 목훈(3기) (1~26화) 유경은 (2기)
- 원작: CJ ENM, 브릭 스튜디오 (1,2기) → ACOMMZ (3기) 현재
- 기획: 김영욱 (1,2기) CJ ENM, 브릭 스튜디오 (1,2기) → ACOMMZ (3기)
- 감독: 우경민 (1,2,3기) 정민형 (3기) 김솔아 (2기)
- 작가: 우경민, 정민형, 신승현 (3기)
- 조연출: 김민경 김혜령 (3기) 정민형, 김동진 (1기)
- 시나리오: 조민주, 김동진 (1기), 우경민, 민동우 휴먼엔터테인먼트 (2기)
- 스토리보드: 김솔아(1,2기) 나승하, 이유경, 천여진(1기) 김혜령. 이채영, 김민경, 정다혜, 김자윤, 김명주, 오소현 (1,2기)

(박은주, 김민주, 김자윤, 민동주, 박가빈, 이유경(3기))
- 콘셉트 아티스트: 김명주, 이승희, 정다혜, 조연우, 오소현(1기)

(김경희(3기))
- 애니메이션 프로듀서: 김학수 (1기) 김솔아 (2기)
- 애니메이션 제작:브릭 스튜디오 (1기) 김혜령. 이채영, 김민경, 정다혜, 김자윤, 김명주, 오소현 스튜디오 관악개발단 (2기) 이어진, 김은지, 김지은, 박시형 쏘울 크리에이티브(3기)
- 배경아티스트 - 김다운 (3기)
- 모델링: 김재훈, 이주훈 (1기)
- 렌더링/컴포지팅: 황보은 (1기)
- VFX: 이성호 (1기)
- 음악 감독: 양광섭 (2,3기) 서우영 YJ사운드 (1,2,3기)
- 음악/마스터: 둥사운드 (1기) 양광섭(2,3기) 서우영 YJ사운드(2,3기)
- 음악 제작: 둥사운드(1기) YJ사운드(2,3기)
- 사운드효과: 김준현 DOOROO YJ사운드 (3기)
- 사운드 이펙트: CIC 미디어 (1기) 지준석 (2기)
- 믹스/믹싱 : 지준석 DOOROO 김학주 YJ사운드 (3기)
- 제작 협력: CIC 미디어, 둥사운드 (1기)
- PM: 문소정 (3기)
- 사업총괄: 이윤미, 황경민, 김영준, 고재민 (3기)
- 마케팅: 고은주, 이애슬, 이태경, 김미희 (3기)
- 제작지원: 남지선, 염수미 (3기)
- 홈페이지 제작: KBS미디어 김하늘 (2기) 김연재 (3기)
- 종합편집: 김수애, (정혜원 1,2기), 이수은 (2,3기)
- 컴퓨터그래픽: 자막디자인: 황은서 (1,2,3기)
- 조연출: 차한결 (1,2,3기)
- 연출: 이순주 (1,2기) 목훈 (3기)
- 기획: 투니버스, CJ ENM (1,2기) → ACOMMZ (3기) KBS(KBS판만)
- 제작: CJ ENM, 브릭 스튜디오 → ACOMMZ (3기) KBS(KBS판만)
- 저작권: 2023 ~ ACOMMZ ALL RIGHTS RESERVED
2019 ~ 2022 CJ ENM, 브릭 스튜디오 ALL RIGHTS RESERVED

## 방영 목록

### 1기
| 화수       | 주제               | 방송 일자       |
| ---------- | ------------------ | --------------- |
| 1화        | 윔홀 리모컨        | 2021년 3월 11일 |
| 2화        | 초콜릿총           | 2021년 3월 18일 |
| 3화        | 게임싸움           | 2021년 3월 25일 |
| 3화        | 로니의 커피        | 2021년 3월 25일 |
| 3화        | 그림대결           | 2021년 3월 25일 |
| 4화        | 박사의 로봇과 로니 | 2021년 4월 1일  |
| 5화        | 도미노             | 2021년 4월 8일  |
| 5화        | 무서운 지하실      | 2021년 4월 8일  |
| 5화        | 달로 가버린 마카   | 2021년 4월 8일  |
| 6화        | 값비싼 미술품      | 2021년 4월 15일 |
| 6화        | 과자싸움           | 2021년 4월 15일 |
| 7화        | 5차원 보따리       | 2021년 4월 22일 |
| 7화        | 귀여워지는 안경    | 2021년 4월 22일 |
| 8화        | 드론의 피자배달    | 2021년 4월 29일 |
| 8화        | 로봇청소기         | 2021년 4월 29일 |
| 9화        | 사이즈홈           | 2021년 5월 6일  |
| 9화        | 에어컨을 꺼라!     | 2021년 5월 6일  |
| 9화        | 롤러코스터         | 2021년 5월 6일  |
| 10화       | 타로카드           | 2021년 5월 13일 |
| 10화       | 박사님의 생신      | 2021년 5월 13일 |
| 11화       | 비행기 여행        | 2021년 5월 20일 |
| 11화       | 초강력 금고        | 2021년 5월 20일 |
| 12화       | 다이어트           | 2021년 5월 27일 |
| 12화       | 튀김총             | 2021년 5월 27일 |
| 13화       | 괴물토마토         | 2021년 6월 10일 |
| 13화       | 간지러운 조끼      | 2021년 6월 10일 |
| 13화       | 제트엔진           | 2021년 6월 10일 |
| 14화       | 박사님의 일상      | 2021년 6월 17일 |
| 14화       | 착한아이 자판기    | 2021년 6월 17일 |
| 15화       | 로봇의 생일        | 2021년 6월 24일 |
| 15화       | 인형               | 2021년 6월 24일 |
| 16화       | 폭탄 처리하기      | 2021년 7월 1일  |
| 16화       | 속고 속이는 게임   | 2021년 7월 1일  |
| 17화       | 슈퍼냉장고         | 2021년 7월 8일  |
| 17화       | 슈퍼접착제         | 2021년 7월 8일  |
| 17화       | 대청소             | 2021년 7월 8일  |
| 최종화(18) | 아이큐총           | 2021년 7월 15일 |
| 최종화(18) | 만능지우개         | 2021년 7월 15일 |

### 2기
| 화수       | 주제               | 방송 일자        |
| ---------- | ------------------ | ---------------- |
| 1화        | 젓가락 고수        | 2022년 9월 7일   |
| 1화        | 용암               | 2022년 9월 7일   |
| 2화        | 옥상 표류          | 2022년 9월 14일  |
| 2화        | 2D총               | 2022년 9월 14일  |
| 3화        | 시소               | 2022년 9월 21일  |
| 3화        | 생일선물           | 2022년 9월 21일  |
| 3화        | 간식               | 2022년 9월 21일  |
| 4화        | 무서운 퍼그        | 2022년 9월 28일  |
| 4화        | 눈사람             | 2022년 9월 28일  |
| 5화        | 시한부 박사        | 2022년 10월 5일  |
| 5화        | 동상               | 2022년 10월 5일  |
| 5화        | 아르키매데스       | 2022년 10월 5일  |
| 6화        | 최신형 핸드폰      | 2022년 10월 12일 |
| 6화        | 하얀 운동화        | 2022년 10월 12일 |
| 6화        | 진공청소기         | 2022년 10월 12일 |
| 7화        | 감기               | 2022년 10월 19일 |
| 7화        | 홈파티             | 2022년 10월 19일 |
| 7화        | 로니의 위기        | 2022년 10월 19일 |
| 8화        | 공포 이겨내기      | 2022년 10월 26일 |
| 8화        | 박사는 공포를 몰라 | 2022년 10월 26일 |
| 8화        | 알바고와 바퀴벌레  | 2022년 10월 26일 |
| 9화        | 잠들기 싫어~       | 2022년 11월 2일  |
| 9화        | 클론전쟁           | 2022년 11월 2일  |
| 9화        | 절대왕관           | 2022년 11월 2일  |
| 10화       | 마카와 공룡        | 2022년 11월 9일  |
| 10화       | 재채기 소동        | 2022년 11월 9일  |
| 11화       | 화장실통제         | 2022년 11월 16일 |
| 11화       | 키오스크 공포증    | 2022년 11월 16일 |
| 11화       | 새로운 자동차      | 2022년 11월 16일 |
| 12화       | 똑똑한 병아리      | 2022년 11월 23일 |
| 12화       | 까먹었네           | 2022년 11월 23일 |
| 13화       | 마카의 여드름      | 2022년 11월 30일 |
| 13화       | 어른이 되고싶어    | 2022년 11월 30일 |
| 13화       | 라이트형제         | 2022년 11월 30일 |
| 14화       | 발명왕 대회        | 2022년 12월 7일  |
| 14화       | 게임 속으로        | 2022년 12월 7일  |
| 14화       | 안전유리           | 2022년 12월 7일  |
| 15화       | 로니의 욕심        | 2022년 12월 14일 |
| 15화       | 에디슨과 테슬라    | 2022년 12월 14일 |
| 최종화(16) | 거대 바퀴벌레      | 2022년 12월 21일 |
| 최종화(16) | 재미있는 설거지    | 2022년 12월 21일 |
| 최종화(16) | 카를벤츠와 배르타  | 2022년 12월 21일 |

### 3기
| 회차       | 주제                           | 방송 일자        |
| ---------- | ------------------------------ | ---------------- |
| 1화        | 몸이 바뀌는 기계               | 2023년 10월 28일 |
| 1화        | 방귀                           | 2023년 10월 28일 |
| 2화        | 거대 병아리 꼬꼬               | 2023년 11월 4일  |
| 3화        | 무인도                         | 2023년 11월 11일 |
| 3화        | 거짓말                         | 2023년 11월 11일 |
| 4화        | 성숙해진 마카                  | 2023년 11월 18일 |
| 4화        | 꾀병                           | 2023년 11월 18일 |
| 5화        | 영웅                           | 2023년 11월 25일 |
| 5화        | 아니 별론데!                   | 2023년 11월 25일 |
| 6화        | 캠핑                           | 2023년 12월 2일  |
| 6화        | 택배                           | 2023년 12월 2일  |
| 7화        | 무섭지 않아                    | 2023년 12월 16일 |
| 7화        | 레몬                           | 2023년 12월 16일 |
| 8화        | 좀비                           | 2023년 12월 23일 |
| 8화        | 서프라이즈 파티                | 2023년 12월 23일 |
| 9화        | 부자가 된 마카                 | 2023년 12월 30일 |
| 9화        | 불쌍한 도둑                    | 2023년 12월 30일 |
| 10화       | 로니의 슈퍼카                  | 2024년 1월 6일   |
| 10화       | 주사                           | 2024년 1월 6일   |
| 11화       | 타임머신                       | 2024년 1월 13일  |
| 11화       | 로니의 일기장                  | 2024년 1월 13일  |
| 12화       | 마카와 새알                    | 2024년 1월 20일  |
| 12화       | 징크스                         | 2024년 1월 20일  |
| 13화       | 충치                           | 2024년 2월 3일   |
| 13화       | 사진촬영                       | 2024년 2월 3일   |
| 14화       | 위험한 여자친구                | 2024년 5월 25일  |
| 14화       | 무서운 화장실                  | 2024년 5월 25일  |
| 15화       | 로니의 조각대회                | 2024년 6월 1일   |
| 15화       | 핫도그 자판기                  | 2024년 6월 1일   |
| 16화       | 박사와 만화책                  | 2024년 6월 8일   |
| 16화       | 카드탑 쌓기                    | 2024년 6월 8일   |
| 17화       | 로니를 잡아라                  | 2024년 6월 15일  |
| 17화       | 강아지 키우기                  | 2024년 6월 15일  |
| 18화       | 잠들고 싶어                    | 2024년 6월 22일  |
| 18화       | 낚시의 신                      | 2024년 6월 22일  |
| 19화       | 명품 연구복                    | 2024년 6월 29일  |
| 19화       | 모기전쟁                       | 2024년 6월 29일  |
| 20화       | 로봇 보이 장갑                 | 2024년 7월 6일   |
| 20화       | 샤워실 콘서트                  | 2024년 7월 6일   |
| 21화       | 한정판 카드                    | 2024년 7월 13일  |
| 21화       | 헤드폰                         | 2024년 7월 13일  |
| 22화       | 맛있는 사과                    | 2024년 7월 20일  |
| 22화       | 마카와 우비                    | 2024년 7월 20일  |
| 23화       | 부하가 되는 총                 | 2024년 8월 17일  |
| 23화       | 마카가 된 박사                 | 2024년 8월 17일  |
| 24화       | 귀여운 신입                    | 2024년 8월 24일  |
| 24화       | 까페 창업                      | 2024년 8월 24일  |
| 25화       | 차원의 문                      | 2024년 8월 31일  |
| 최종화(26) | 마카와 토마토                  | 2024년 9월 7일   |
| 최종화(26) | 마카와 로니, 연구소를 그만두다 | 2024년 9월 7일   |

## 결방 및 편성안내
- 2023년 12월 9일: 2023년 프로축구의 관계로 인해 결방했다.
- 2023년 12월 30일: 2023 KBS 국악대상 관계로 인해 오후 3시 5분으로 편성했다.
- 2024년 1월 27일: 2024년 동계 청소년 올림픽의 중계방송의 관계로 인해 결방했다.
- 2024년 7월 27일 ~ 8월 10일: 2024 파리 올림픽의 중계방송으로 인해 결방했다.